# Reserpin
Reserpin är en kemisk förening med formeln C33H40N2O9 och  används som ett läkemedel för behandling av högt blodtryck, vanligtvis i kombination med ett tiaziddiuretikum eller vasodilator. Stora kliniska undersökningar har visat att kombinerad behandling med reserpin plus ett tiaziddiuretikum minskar dödligheten hos personer med högt blodtryck. Även om användningen av reserpin som sololäkemedel har minskat sedan det först godkändes av FDA 1955, rekommenderas fortfarande kombinerad användning av reserpin och ett tiaziddiuretikum eller vasodilator till patienter som inte uppnår adekvat blodtryckssänkning med enbart första linjens läkemedelsbehandling. Kombinationspillret reserpin-hydroklortiazid var det 17:e vanligast förskrivna av de 43 kombinerade antihypertensiva läkemedel som fanns tillgängliga 2012.
Reserpins antihypertensiva verkan beror till stor del på dess antinoradrenerga effekter, som är ett resultat av dess förmåga att tömma katekolaminer (bland andra monoaminneurotransmittorer) från perifera sympatiska nervändar. Dessa ämnen är normalt involverade i att kontrollera hjärtfrekvensen, kraften av hjärtkontraktion och perifert vaskulärt motstånd. 
Vid doser på 0,05 till 0,2 mg per dag tolereras reserpin väl, då den vanligaste biverkningen är nästäppa.
Reserpin har också använts för att lindra psykotiska symtom. En granskning visade att hos personer med schizofreni hade reserpin och klorpromazin liknande frekvenser av negativa effekter, men att reserpin var mindre effektivt än klorpromazin för att förbättra en persons övergripande tillstånd.

## Medicinsk användning
Reserpin rekommenderas som ett alternativt läkemedel för behandling av hypertoni av JNC 8. En Cochranerecension från 2016 fann att reserpin är lika effektivt som andra första linjens antihypertensiva läkemedel för att sänka blodtrycket. Kombinationen reserpin-tiaziddiuretika är en av de få läkemedelsbehandlingar som visat sig minska dödligheten i statistiskt kontrollerade studier, som The Hypertension Detection and Follow-up Program, Veterans Administration Cooperative Study Group in Anti-hypertensive Agents, och Program för systolisk hypertoni hos äldre. Dessutom ingick reserpin som ett sekundärt antihypertensivt alternativ för patienter som inte uppnådde blodtryckssänkningsmål i ALLHAT-studien.
Det användes tidigare för att behandla symtom på dyskinesi hos patienter med Huntingtons sjukdom, men alternativa mediciner föredras idag. 
Den dagliga dosen av reserpin vid antihypertensiv behandling är så låg som 0,05 till 0,25 mg. Användningen av reserpin som ett antipsykotiskt läkemedel hade nästan helt övergetts, men på senare tid gjorde det en comeback som tilläggsbehandling, i kombination med andra antipsykotika, så att fler refraktära patienter får dopaminblockad av det andra antipsykotiska medlet och dopaminutarmning från reserpin. Doser för denna typ av tilläggsmål kan hållas låga, vilket resulterar i bättre tolerabilitet. Ursprungligen användes doser på 0,5 mg till 40 mg dagligen för att behandla psykotiska sjukdomar.
Doser över 3 mg dagligen krävde ofta användning av ett antikolinergiskt läkemedel för att bekämpa överdriven kolinerg aktivitet i många delar av kroppen såväl som parkinsonism. För tilläggsbehandling hålls doser vanligtvis vid eller under 0,25 mg två gånger om dagen.

## Bieffekter
Vid doser mindre än 0,2 mg/dag har reserpin få biverkningar, varav den vanligaste är nästäppa. 
Reserpin kan orsaka: nästäppa, illamående, kräkningar, viktökning, gastrisk intolerans, magsår (på grund av ökad kolinerg aktivitet i magvävnaden och försämrad slemhinnekvalitet), magkramper och diarré. Läkemedlet orsakar hypotoni och bradykardi och kan förvärra astma. Täppt näsa och erektionsproblem är andra konsekvenser av alfablockad. 
Effekter på centrala nervsystemet vid högre doser (0,5 mg eller högre) är dåsighet, yrsel, mardrömmar, Parkinsonism, allmän svaghet och trötthet. 
Högdosstudier på gnagare fann att reserpin bland annat orsakar fibroadenom i bröstet och maligna tumörer i sädesblåsan. Tidiga teorier om att reserpin orsakar bröstcancer hos kvinnor (risken ungefär fördubblats) bekräftades inte. Det kan också orsaka hyperprolaktinemi. 
Reserpin går över i bröstmjölk och är skadligt för ammade spädbarn, och bör därför undvikas under amning om möjligt. 
Det kan ge en överdriven minskning av blodtrycket vid doser som behövs för behandling av ångest, depression eller psykos.

## Verkningsmekanism
Reserpin blockerar irreversibelt de H+-kopplade vesikulära monoamintransportörerna, VMAT1 och VMAT2. VMAT1 uttrycks mestadels i neuroendokrina celler. VMAT2 uttrycks mestadels i neuroner. Således är det blockaden av neuronal VMAT2 av reserpin som hämmar upptaget och minskar förråden av monoaminneurotransmittorerna noradrenalin, dopamin, serotonin och histamin i neuronernas synaptiska vesiklar. VMAT2 transporterar normalt fritt intracellulärt noradrenalin, serotonin och dopamin i den presynaptiska nervterminalen in i presynaptiska vesiklar för efterföljande frisättning i den synaptiska klyftan ("exocytos"). Oskyddade neurotransmittorer metaboliseras av MAO (liksom av COMT), fästa vid det yttre membranet av mitokondrierna i axonterminalernas cytosol och exciterar följaktligen aldrig den postsynaptiska cellen. Således ökar reserpin avlägsnandet av monoaminneurotransmittorer från neuroner, minskar storleken på neurotransmittorpoolerna och minskar därigenom amplituden av neurotransmittorfrisättning. Eftersom det kan ta kroppen dagar till veckor att fylla på de utarmade VMAT:erna, är reserpins effekter långvariga.

## Biosyntetisk väg
Reserpin är en av dussintals indolalkaloider som isolerats från växten Rauvolfia serpentina. I Rauvolfia-växten är tryptofan utgångsmaterialet i reserpins biosyntesväg och omvandlas till tryptamin av tryptofan-dekarboxylasenzymet. Tryptamin kombineras med secologanin i närvaro av strictosidinsyntetasenzym och ger strictosidin. Olika enzymatiska omvandlingsreaktioner leder till syntesen av reserpin från strictosidin.

## Forskning

### Djurmodeller av depression och amotivation
På samma sätt som tetrabenazin ger reserpin, via utarmning av monoaminneurotransmittorer, depressionsliknande effekter och brist på motivation eller trötthetsliknande symtom hos djur.  Detta kan vara användbart för att utvärdera nya antidepressiva och psykostimulerande medel.

### Antibakteriella effekter
Reserpin hämmar bildandet av biofilmer av Staphylococcus aureus och hämmar den metaboliska aktiviteten hos bakterier som finns i biofilmer.

## Identifikatorer
- ATC-kod C02AA02
- PubChem 5770
- DrugBank APRD00472